# أولت
مقاطعة أولت هي إحدى مقاطعات اقليم أولتينيا جنوب رومانيا عند الحدود مع بلغاريا , في المنطقتين التاريخيتين أولتينيا و مونتينيا واللتان يفصل بينهما نهر أولت، مدينة سلاتينا هي عاصمة المقاطعة . 

مقاطعة أولت في رومانيا

من أشهر الاماكن السياحية في مقاطعة أولت :
- مدينة سلاتينا .
- صيد السمك في نهر أولت و نهر الدانوب .
- مدينة كورابيا بقلعتها الرومانية القديمة، والكاتدرائية الأرثوذكسية القديمة، حمامات الدانوب الشمسية، والإبحار والصيد .
- بلدة سكورنيسستي مسقط رأس الزعيم نيكولاي تشاوتشيسكو .